# La Rousse (Mónaco)
La Rousse o La Rousse/San Roman (en francés La Rousse/Saint Roman) es uno de los más pequeños y el distrito más septentrional en el principado de Mónaco. Desde 2018 alberga un puesto de policía cerca de la frontera francesa. 

## Geografía
Es una circunscripción electoral administrativa, y fue una subdivisión del tradicional distrito de Montecarlo.
Es el séptimo distrito de Mónaco, Se encuentra próximo a la zona de Larvotto, posee 3.223 habitantes según el censo realizado en el año 2000.
Su superficie es de una 17,68 hectáreas o 0,1768 kilómetros cuadrados. Es el distrito más al norte de la ciudad. Antiguamente parte de Monte Carlo, es principalmente residencial, aunque la Torre Odeón que se encuentra en la Avenida de l'Annonciade, y se trata de una construcción de uso mixto, un nuevo complejo de negocios, y la torre de oficinas más alta de ese país (con 170 m), fue construida recientemente allí.
La Rousse limita al norte y al este con la República Francesa al sur con Saint Michel y Montecarlo y al sur y al oeste con Larvotto. No tiene acceso directo al mar Mediterráneo.